# 空港通出入口
空港通出入口（くうこうどおりでいりぐち）は、福岡県福岡市博多区にある福岡高速道路3号空港線の出入口。

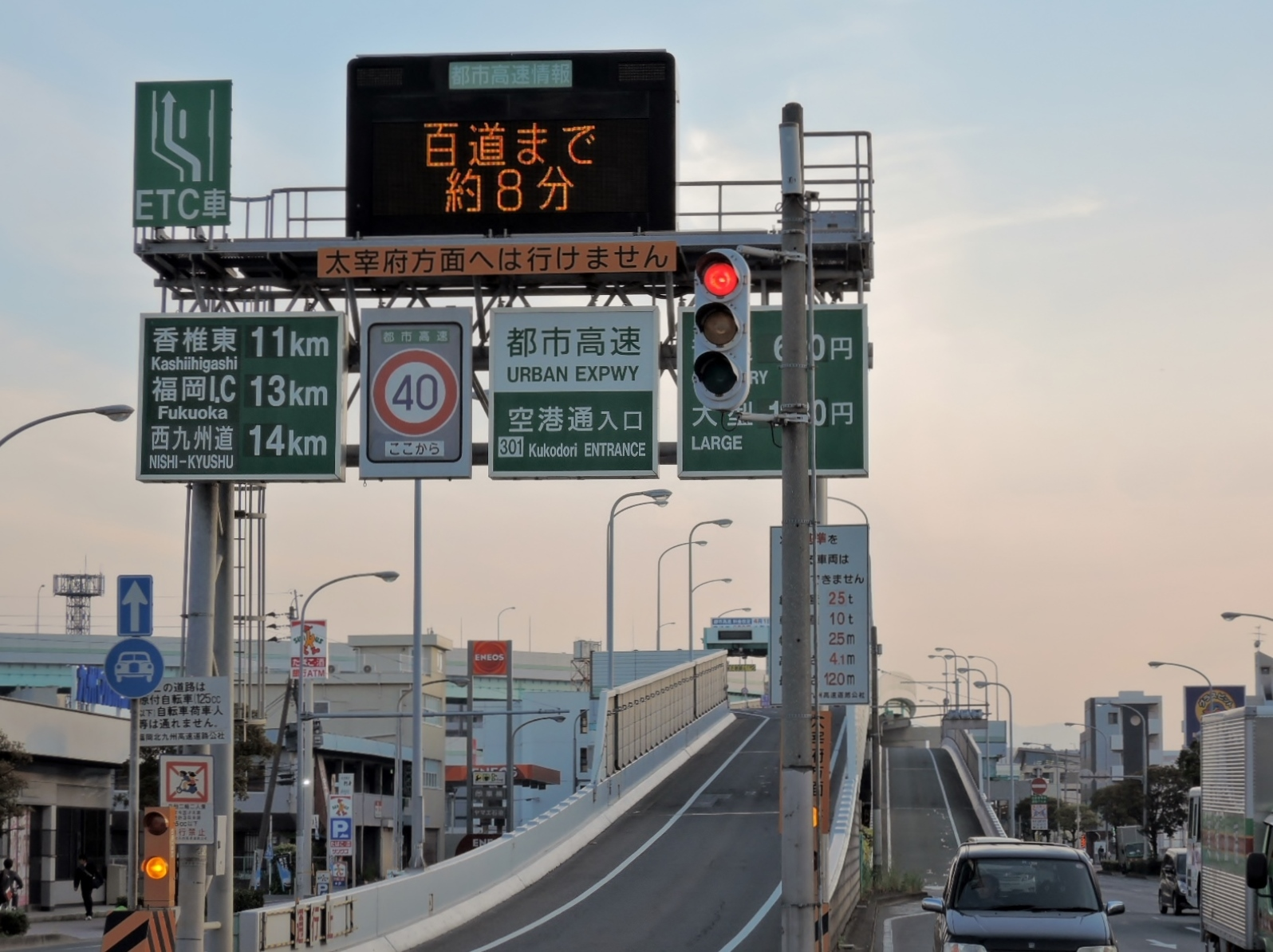
福岡高速道路空港線空港通出入口。空港方面より博多駅方面を撮影。左は香椎方面、また天神、百道方面へ向かう入口。右は百道、天神方面、また香椎方面からの出口。

## 道路
- 福岡高速3号空港線(301)

## 接続する道路
- 空港通り

## 周辺
- 福岡空港
- 空港通り
- 百年橋通り（国道3号博多バイパス）

## 料金所

### 天神北・香椎方面
- ブース数：2
  - ETC専用：1
  - 一般：1

## 注意点
- 太宰府IC・月隈JCT・野芥出入口方面へは行けない（これらへは環状線の半道橋出入口を利用することになる）。同様に太宰府IC・月隈JCT・野芥出入口方面からは降りることができない（同じく環状線の半道橋出入口を利用することになる）。

## 隣
福岡高速3号空港線
豊JCT - (301)空港通出入口